# Chicxulub
Chicxulub Pueblo is een plaats aan de noordwestkust van de Yucatán in Mexico. Het is de hoofdstad van  de gemeente met dezelfde naam. Op de plaats van Chicxulub leefden van origine Maya's.
Chicxulub is bekend geworden doordat de plaats in de Chicxulubkrater ligt, een enorme inslagkrater. Deze krater is het 180 km brede restant van een meteorietinslag, die ongeveer 65 miljoen jaar geleden heeft plaatsgevonden en die tot het einde van het tijdperk der dinosauriërs zou hebben geleid. In de taal van de Maya's betekent Chicxulub staart van de duivel.